# ロジャー・クリントン・シニア
ロジャー・クリントン・シニア（Roger Clinton Sr., 1908年7月25日 - 1967年11月8日）は、アメリカ合衆国の自動車セールスマンである。彼は第42代アメリカ合衆国大統領のビル・クリントンの継父であり、俳優のロジャー・クリントン・ジュニアの実父である。彼はビルが4歳の1950年にその母のヴァージニアと再婚した。ロジャーとヴァージニアは1962年に離婚したが、直後に復縁し、ビルはクリントン姓を名乗り続けた。

## 前半生
ロジャー・クリントンは、アーカンソー州イェール郡でアレン・W・クリントン（Allen W. Clinton, 1880年8月26日 - 1965年6月14日）とユーラ・コーンウェル（Eula Cornwell, 1882年5月29日 - 1975年10月10日）の息子として生まれた。ロジャーは地元のビュイックの販売店のオーナーであり、兄弟と友人のアール・T・リックスと共同で経営していた。ビル・クリントンは後に彼を自著で「（ホットスプリングス出身の）男前の道楽者で二度の離婚歴のある男」と説明している。1950年にロジャーは、後に大統領となる息子のビルを出産する3か月前に前夫を交通事故で亡くしたヴァージニア・ブライズと結婚した。ロジャーとその家族はホープの南端に居住していた。やがてロジャーはビュイックの販売店を売却し、家族とともにホットスプリングスの数マイル西にある400エーカーの農場に引っ越した。1955年頃に一家はホットスプリングスのパーク通りに転居し、さらに1956年に彼とヴァージニアは息子のロジャー・クリントン・ジュニアをもうけた。
ロジャーとヴァージニアは1962年に離婚したが、その数ヶ月後に再婚し、その後、義理の息子のビルはガーランド郡裁判所でクリントン姓に改名した。改名理由の1つは、ロジャーが義理の息子が学校で自身と弟と同じ姓を名乗ることを望んだためであった。ビル・クリントンもまた、義父への敬意から最終的にその姓を名乗ったのだと述べ、またその自著『マイライフ』では「父さんを喜ばせる何かをしたいという気持ちもあったのかもしれない」と述べている。ロジャーはビルからは自著の中で「父さん」（"Daddy"）と呼ばれている。

## 晩年
ロジャーはアルコール依存症に苦しみ、家族に対して暴力を振るっていたと伝えられている。ビルはロジャーを愛していたが、彼のアルコール依存症、ギャンブル、そしてその後の母と異父弟への虐待を受けてビルは何度も暴力で対抗し、そのたびにロジャーは逮捕された。ロジャーは癌を発病してノースカロライナ州ダーラムのデューク・メディカル・センターに入院し、週末に見舞いのためにジョージタウンから運転してそこを訪れるビルと最終的に和解に至った。1967年秋にロジャーの癌は再発した。ロジャーはしばらく入院したが、その後自宅での死を望んだ。ロジャーは同年内に59歳で癌により亡くなった。